# 31 Pułk Artylerii Przeciwpancernej

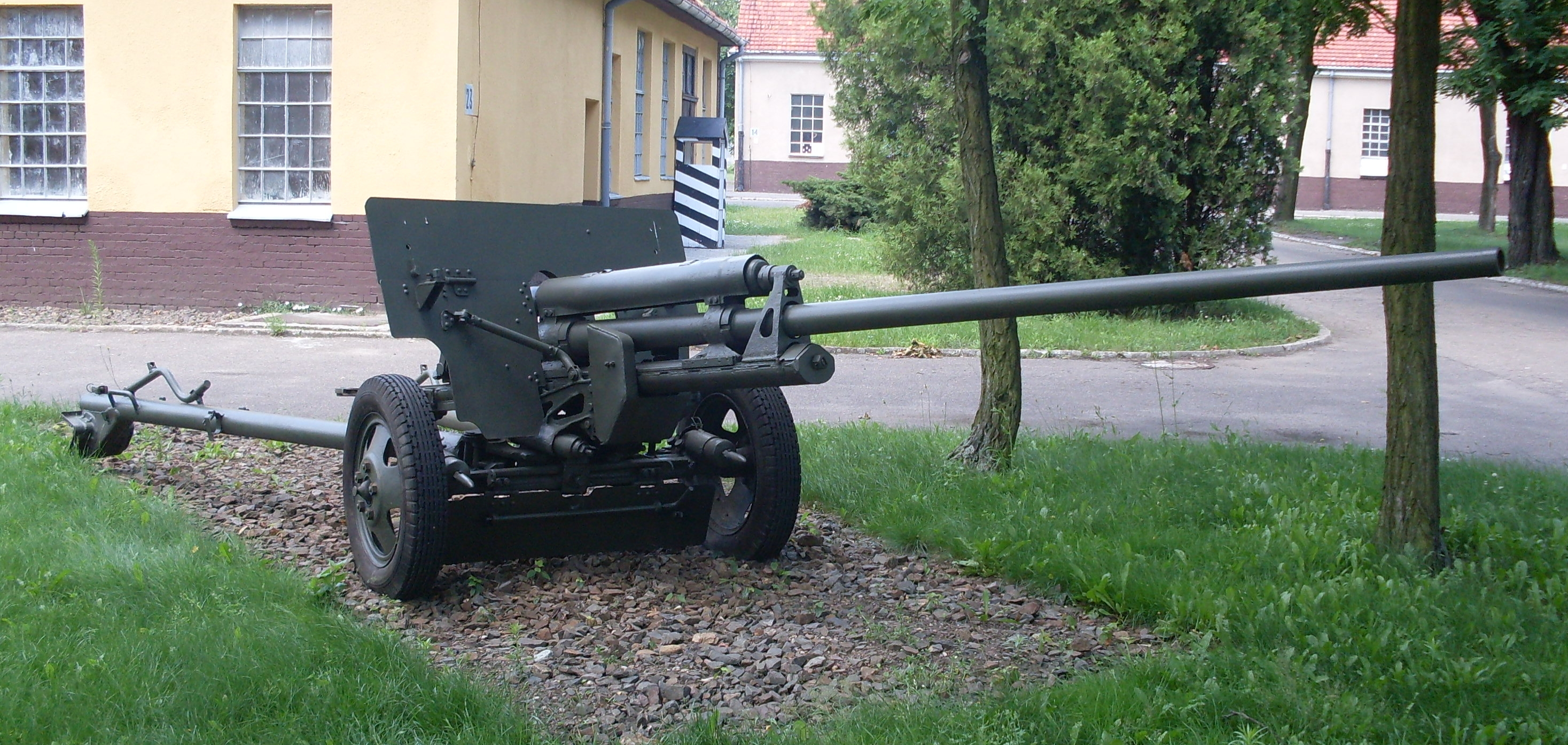
Armata przeciwpancerna wz. 1943 ZIS-2

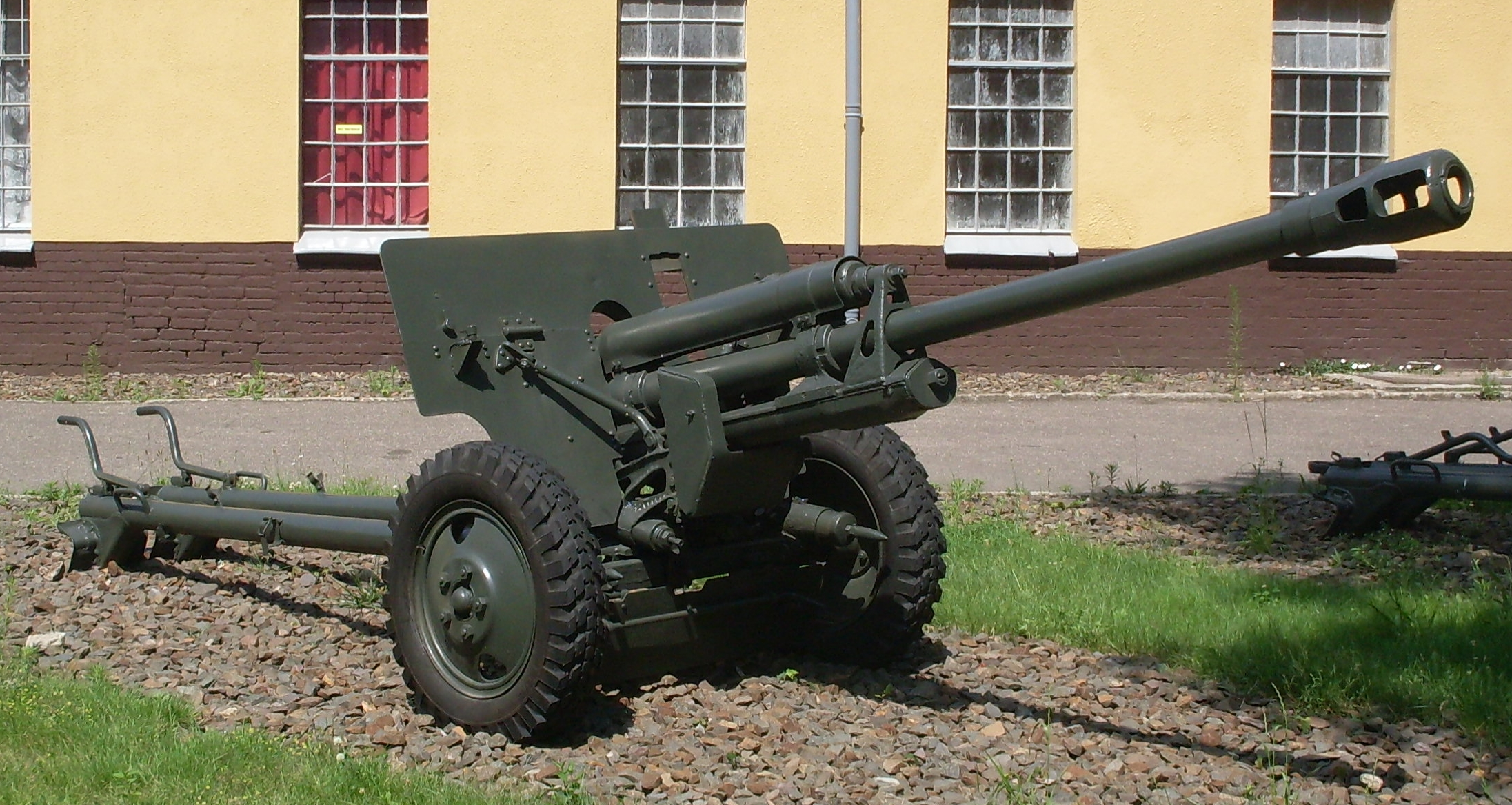
Armata dywizyjna wz. 1942 ZIS-3

31 pułk artylerii przeciwpancernej (31 pappanc) – oddział artylerii przeciwpancernej ludowego Wojska Polskiego.
Sformowany pod Krasnymstawem na podstawie rozkazu Naczelnego Dowództwa Wojska Polskiego nr 30 z 10 października 1944.

## Dowództwo pułku
- dowódca – ppłk Bazyli Wiszniakow
- zastępca do spraw polityczno-wychowawczych – Izzak Horwitz
- zastępca do spraw liniowych – mjr Bazyli Chodniew
- szef sztabu mjr Julian Jastuczenia

## Działania
Pułk wchodził w skład 11 Brygady Artylerii Przeciwpancernej.
Szkolenie bojowe kontynuował do 12 marca 1945. Następnie przeszedł do Tomaszowa Mazowieckiego. 6 maja wraz z pozostałymi oddziałami brygady został podporządkowany dowódcy 2 Armii WP ześrodkowanej w Czechosłowacji. Rejon koncentracji osiągnął po zakończeniu wojny.
Po powrocie do kraju zakwaterował się w Grodzisku Mazowieckim. 13 lipca 1945 został rozformowany.